# کازومی واتانابه (ورزشکار)
کازومی واتانابه (انگلیسی: Kazumi Watanabe; ۳۰ october ۱۹۴۷ – ۲ اوت ۱۹۹۶ (۴۸ ساله)) ورزشکار ورزش تیراندازی اهل ژاپن بود.
وی در مسابقات کشوری و بین‌المللی در مجموع برندهٔ ۱ مدال نقره شده‌است.